# 天主教科莫教區
天主教科莫教區（拉丁語：Dioecesis Comensis），是義大利一個天主教教區。屬米蘭總教區。
教區包括科莫省、萊科省、瓦雷澤省的一部分以及松德里奧省全省。2006年有教友523,000人，佔總人口98.1%。有338個堂區、司鐸593名。現任教區主教為迭戈·科萊蒂。

## 歷史
教區第一位主教科莫的聖斐理於386年11月1日接受米蘭主教聖安博的祝聖。教區在1751年前屬阿奎萊亞宗主教區、1789年前屬戈里齊亞。